# Nauka obywatelska
Nauka obywatelska (ang. citizen science, fr. sciences citoyennes, ros. гражданская наука) to badania naukowe, w których wolontariusze współpracują z badaczami zawodowymi, a także (szczególnie od lat 1990.) forma edukacji naukowej, forma współpracy w badaniach naukowych oraz ruch społeczny. Historycznie termin ten odnosi się do naukowców, którzy nie współpracowali z instytucjami naukowymi lub nie posiadali formalnego wykształcenia na poziomie akademickim. Takimi naukowcami byli np. Karol Darwin, Thomas Jefferson oraz Lewis i Clark, jak i wielu innych, ponieważ nauka została zinstytucjonalizowana dopiero w XX wieku.

## Historia praktyk i idei nauki obywatelskiej
Po raz pierwszy określenie „nauka obywatelska” użyło dwóch fizyków amerykańskich Joël Primack i Frank von Hippel w książce Advice and Dissent: Scientists in the Political Arena (1974). Pierwszą książką z citizen science w tytule była Finding out – the rise of citizen science (Canadian Broadcasting Cooperation, 1985), a jednymi z pierwszych – Citizen Scientist Franka N. von Hippela (1991) oraz Citizen science: a study of people, expertise and sustainable development Alana Irwina (1995). Wszyscy autorzy postulowali zwiększenie udziału społeczeństw w rozwoju nauki. Od połowy lat 1990. następuje stały wzrost liczby książek, artykułów oraz materiałów elektronicznych zawierających w tytule „citizen science”; od roku 2010 wzrost jest szybki. Z braku statystyk można to uznać za przejaw wzrostu popularności zarówno samych praktyk nauki obywatelskiej, jak i zainteresowania nimi.
Praktyki udziału wolontariuszy w badaniach naukowych były znane na długo przed powstaniem i upowszechnieniem pojęcia „nauki obywatelskiej”. Np. Audubon Society przeprowadza od roku 1900 Bożonarodzeniowe Liczenie Ptaków. The American Association of Variable Star Observers zbiera od roku 1911 dane na temat gwiazd zmiennych.
Aż do czasu instytucjonalizacji i profesjonalizacji nauki w II poł. XIX w. badania naukowe prowadzili amatorzy. W pewnych dyscyplinach, nie wymagających wykorzystywania kosztownego wyposażenia, lub na pewnych etapach badań, dokonywali oni istotnego wkładu do nauki także w okresie nauki instytucjonalnej, od II poł. XIX w. Wysiłek amatorów nie był jednak w zasadzie brany pod uwagę w polityce naukowej oraz nie był mierzony przez statystykę nauki (rozwiniętą od II poł. XX w.), gdyż był uznawany za marginesowy i trudno policzalny. Cechą nauki obywatelskiej jest współpraca wolontariuszy z badaczami zawodowymi i dlatego, mimo podobieństw, jest ona czymś różnym od badań prowadzonych przez nie zatrudnionych na etatach amatorów.
Jednym z kamieni milowych nauki obywatelskiej były projekty przetwarzania rozproszonego, rozwijające się od chwili uruchomienia w roku 1999 Seti@home – programu, który do dziś wykorzystuje moc obliczeniową zwykłych komputerów dla poszukiwania oznak inteligentnego życia we wszechświecie.

## Formy nauki obywatelskiej
Nauka obywatelska może przyjmować wiele form. Wolontariusze mogą np.:
- pomagać gromadzić dane (np. przeprowadzać pomiary, wykonywać fotografie),
- pomagać w analizie danych zbieranych przez zawodowych badaczy (np. rozpoznawać i klasyfikować obrazy),
- brać udział w wyprawach badawczych,
- uczestniczyć w konkursach,
- budować i obsługiwać własne przyrządy naukowe w celu zbierania danych do własnych eksperymentów lub do eksperymentów przeprowadzanych w ramach większych projektów itd.

Do najbardziej znanych projektów należą Galaxy Zoo, w którym wolontariusze klasyfikują galaktyki, a szerzej wszystkie projekty związane z portalem Zooniverse; BioWeatherMap, platforma poświęcona zbieraniu danych na temat bioróżnorodności i zdrowia publicznego oraz CoCoRaHS (community Collaborative Rain, Hail and Snow Network), na rzecz której tysiące wolontariuszy zbiera dane dotyczące opadów deszczu i pogody. Coraz częściej wolontariusze biorą udział w badaniach przez strony internetowe, takie jak SciStarter, największa internetowa kolekcja obywatelskich projektów naukowych. Często biorą oni udział w cyklicznych obserwacjach, jak np. wpływu globalnego ocieplenia na życie roślin i zwierząt w różnych obszarach geograficznych.
Popularną ogólnodostępną platformą obserwacji gatunków o zasięgu globalnym jest inaturalist, dostępny jako strona WWW oraz aplikacja na smartfony. Pozwala na archiwizację obserwacji gatunków zwierząt, roślin i grzybów przy użyciu zdjęcia oraz geolokalizacji. Kolejną ogólnodostępną platformą, na której są publikowane różne projekty jest scistarter.com.

## Cele
Z reguły projekty nauki obywatelskiej służą jednocześnie celom naukowym, edukacyjnym, obywatelskim i rekreacyjnym, z różnym rozłożeniem akcentu na poszczególne cele.
Z punktu widzenia badań naukowych, wolontariusze stanowią bezpłatny zasób siły roboczej, umiejętności, mocy obliczeniowej, a obecnie nawet finansowania (crowdfunding). Są oni wielkim „ukrytym zasobem” kadrowym nauki. Nieraz wkładają oni w badania pasję, zainteresowanie i świeżość spojrzenia, których brakuje etatowym pracownikom naukowym. Wielkie projekty w nauce o środowisku, oparte na gromadzeniu wielkiej ilości danych terenowych, często odnoszą sukces jedynie dzięki wolontariuszom.
Z punktu widzenia edukacji, nauka obywatelska to nowoczesna interaktywna forma edukacji, antidotum na bierne „wlewanie wiedzy” podczas tradycyjnych lekcji szkolnych. W projektach tego typu, realizowanych w sieci Internetowej, w szkołach lub w takich placówkach jak muzea, biblioteki i galerie sztuki, sucha abstrakcyjna wiedza podawana na lekcji zmienia się w konkretny przedmiot własnych (nierzadko twórczych) poszukiwań, poznawania i eksperymentowania. M.in. w programie monitorowania czystości strumieni i zlewisk w amerykańskim stanie Georgia okazało się, że dla wolontariuszy udział w projektach jest lepszą lekcją chemii, biologii, ekologii i socjologii (badanie świadomości społecznej w zakresie bezpieczeństwa pływania, łowienia ryb czy spożywania) niż godziny spędzone w budynku szkolnym. Czynnik pH, abstrakcja na tablicy w klasie, stał się czymś życiowo ważnym, kiedy tłumaczył, dlaczego w pobranej próbce z pobliskiego kąpieliska żyją te a nie inne organizmy, które mają wpływ na zdrowie.
Z punktu widzenia demokracji, nauka obywatelska uczy współpracy oraz daje okazję do poznawania z własnego doświadczenia badań naukowych, które stanowią ważny element współczesnej cywilizacji, decyzji politycznych oraz finansowania z budżetu państwa.
Z punktu widzenia rozrywki, udział w projektach nauki obywatelskiej jest jedną z form edu-rozrywki, edukacji rozrywkowej (ang. edutainment). Dzieje się tak szczególnie wówczas, gdy w ramach projektu uczestnicy rozwiązują projekty badawcze w trakcie gier komputerowych.

## Czynniki popularności
Chociaż trudno zmierzyć zakres nauki obywatelskiej i chociaż uważa się, że nadal stanowi ona zjawisko marginesowe w stosunku do nauki zawodowej, zwraca się uwagę na jej szybki wzrost oraz uznaje ją za ważny przejaw nauki 2.0. Wzrost popularności tego zjawiska (który można m.in. mierzyć przez liczbę artykułów rejestrowanych przez Web of Science) jest spowodowany przez różne czynniki.
Za najważniejszy uznaje się rozwój technologii informatycznych i telekomunikacyjnych, a w szczególności istnienie i dostępność narzędzi gromadzenia i rozpowszechniania informacji, takich jak Internet, telefonia komórkowa (zwłaszcza smartfony) oraz narzędzi otwartego oprogramowania. Uzyskana dzięki teleinformatyce możliwość podziału procesu badawczego na odrębne etapy (np. zbierania danych i ich analizy) oraz prowadzenia badań na odległość, ułatwia powierzanie pewnych zadań amatorom. Dzięki digitalizacji, miniaturyzacji oraz sieciom informatycznym, takie urządzenia jak np. skanery, aparaty fotograficzne czy Google Maps są tanie (lub za darmo), łatwe w obsłudze i szeroko używane. Powstała techniczna i prawna infrastruktura dla wolnej współpracy on-line. Otwarty dostęp do danych i publikacji naukowych pozwala wolontariuszom czerpać surowiec do własnych prac (np. dzięki danym udostępnionym przez NASA jest rozwijany projekt nauki obywatelskiej Clear Climate Code ). Web 2.0 daje użytkownikom serwisów internetowych narzędzia do tworzenia treści.
Projekty nauki obywatelskiej korzystają obecnie ze zdobyczy najnowszej technologii, takich jak telefony komórkowe i inne urządzenia elektroniczne. Np. National Geographic kieruje projektem Field Expedition: Mongolia. Badanie ma na celu wykorzystanie nowoczesnych zdalnych narzędzi w poszukiwaniu grobu Czyngis-chana. Do połowy lipca 2011 roku za pośrednictwem Internetu w wyprawie wzięło udział 18 500 badaczy, którzy przetworzyli blisko 817 tysięcy obrazów. Obywatele w kosmosie, projekt amerykańskiej Rocket Academy, łączy naukę obywatelską z eksploracją kosmosu przez obywateli. Projekt polega na szkoleniu niezawodowych astronautów i opiera się na założeniu, że rozwój tanich statków kosmicznych wielokrotnego użytku umożliwi obywatelom udział w eksploracji kosmosu i rozwoju badań przestrzeni kosmicznej.
Innym czynnikiem napędzającym rozwój nauki obywatelskiej jest rosnąca świadomość wśród zawodowych badaczy, że korzystanie z czasu, pracy i kompetencji wolontariuszy rozszerza możliwości badań.
Jeszcze innym czynnikiem jest wzrost znaczenia edukacji naukowej oraz wzrost zainteresowania jej nowoczesnymi formami. Przejawia się to m.in. w fakcie, że agencje grantowe, takie jak amerykańska National Science Foundation żądają obecnie od każdego grantobiorcy podjęcia w ramach projektu działań na rzecz edukacji naukowej.
Kolejnym czynnikiem wzrostu zainteresowania nauką obywatelską jest jej związanie się z pop kulturą. W niektórych krajach ruch nauki obywatelskiej przyciągnął „ambasadorów” z profesjonalnych lig sportowych, takich jak amerykańska National Football League.

## Szczeble uczestnictwa
Wyróżnia się cztery szczeble uczestnictwa badaczy-wolontariuszy w nauce obywatelskiej.
- Na poziomie podstawowym udział ich ogranicza się do stosunkowo prostej pracy technicznej, z minimalnym twórczym zaangażowaniem badawczym. Jako przykład można przytoczyć dokonywanie obliczeń lub dokonywanie odczytów z urządzeń pomiarowych dostarczonych przez naukowców.
- Na poziomie drugim wolontariusze zbierają dane lub dokonują prostych analiz danych, po zdaniu testu sprawdzającego lub odbyciu szkolenia, nieraz w formie quizu on-line. W trakcie udziału w badaniach, zawodowi badacze służą pomocą wolontariuszom. Na tym poziomie działa większość projektów nauki obywatelskiej, np. Galaxy Zoo.
- Na trzecim poziomie wolontariusze uczestniczą w definiowaniu problemu oraz (wraz z ekspertami) w określaniu metody badawczej. Następnie zbierają samodzielnie dane oraz – z pomocą zawodowych badaczy – dokonują ich analiz i interpretacji.
- Na czwartym poziomie wolontariusze i badacze zawodowi są na równych prawach partnerami w decyzjach co do określenia problemu i metody badań oraz w zbieraniu danych, ich analizie i interpretacji[20].

## Pokrewne zjawiska
Nauka obywatelska dotyczy spraw tak odległych, jak obserwacja gwiazd, lub tak bliskich, jak czystość wody, opis ptaków lub dzieje najbliższej okolicy. Praktyki nauki obywatelskiej są niezależne od ideologicznych konotacji tego pojęcia, jednak ruch nauki obywatelskiej ma związki i jest łączony z takim koncepcjami społecznymi, jak demokratyzacja wiedzy (ang. democratization of knowledge), nauka uczestnicząca (ang. participatory science), otwarta nauka (ang. open science), otwarte badania (ang. open research), otwarta edukacja (ang. open education), nauka wspólnoty społecznej (ang. community science), nauka i społeczeństwo (ang. science and society), crowdsourcing, scientific citizenship. Z reguły realizowane dziś projekty nauki obywatelskiej są otwarte dla zainteresowanych, oparte na narzędziach otwartego oprogramowania i otwartego formatu, względnie tanie oraz udostępniane na zasadach otwartego dostępu. Joël Primack i Frank von Hippel uznawani za twórców pojęcia nauki obywatelskiej działali w nurcie kontr-kultury lat 1960. (protest przeciwko wojnie wietnamskiej oraz związkom nauki z wojskiem).

## Ewaluacja i ograniczenia
Podjęto badania mające na celu ocenę wartości naukowej i edukacyjnej projektów nauki obywatelskiej oraz określenie warunków podniesienia ich skuteczności. Podkreśla się, że niektóre projekty badawcze nie są odpowiednie do angażowania wolontariuszy: np. projekty które korzystają ze złożonych metod badawczych, wymagają żmudnej lub wyspecjalizowanej pracy itd.

## Nauka obywatelska w Polsce
W Polsce w działaniach nauki obywatelskiej uczestniczy kilkunastu badaczy, wśród nich m.in. prof. Lech Mankiewicz (którego imieniem, za zasługi na polu edukacji naukowej, nazwano jedną z planetoid), Marcin Grynberg, Jan Pomierny, Paweł Szczęsny, Alek Tarkowski.
Polskimi projektami realizującymi założenia nauki obywatelskiej jest m.in. EDU-ARCTIC - międzynarodowy program promujący badania Arktyki skierowany do młodzieży w wieku 13–20 lat, którego liderem jest Instytut Geofizyki Polskiej Akademii Nauk.